# KAA La Gantoise
Pour les articles homonymes, voir KAA.
Ne pas confondre avec KRC Gand, un autre club de football de Gand.
Maillots
Actualités
Le Koninklijke Atletiek Associatie Gent (littéralement : Association royale athlétique de Gand), couramment appelé et abrégé en KAA Gent en néerlandais et La Gantoise en français, est un club de football belge fondé en 1900 et basé à Gand dans la province de Flandre Orientale.
Fondé sous le nom d'Association athlétique La Gantoise, le club est l'une des dix associations fondatrices de l'UBSSA (future URBSFA[Quand ?]). Les divisions de hockey et d'athlétisme ont été fondées en 1864, ce qui fait du club une des plus anciennes équipes de Belgique. Le nom du club a été changé en 1971 vers sa version néerlandaise KAA Gent, mais les francophones continuent de l'appeler La Gantoise. Bien que le club fut parmi les fondateurs de la Fédération belge de football en 1895, sa division football n'a été ouverte qu'en 1900. Le pseudonyme du club est De Buffalo's, depuis une visite du Buffalo Bill et son cirque Wild West à Gand dans les années 1900.
Porteur du matricule 7, le club bleu et blanc joue en Jupiler Pro League lors de la saison 2024-2025, sa 109e saison en séries nationales, la 87e dans la plus haute division. 
Le club obtient son meilleur résultat en 2014-2015 en remportant pour la première fois le championnat après avoir été deuxième en 1954-1955 et en 2009-2010. Il a également gagné 4 Coupes de Belgique. La Gantoise jouait depuis 1920 dans le Stade  Otten, à Gentbrugge (capacité d'environ 13 000 spectateurs), avant de déménager dans la Ghelamco Arena nouvellement construite au début de la saison 2013-2014. Le sponsor le plus important de la Gantoise est la banque VDK. Le club est présidé depuis 1999 par le président Ivan De Witte et le manager Michel Louwagie.
Gand a joué ses premières saisons en première division entre 1913-1914 et 1928-1929, et plus tard de 1936-1937 à 1966-1967. Dans les années 1970 et 1980, l'équipe a souvent fait l'ascenseur entre la première et la deuxième division, avant de revenir définitivement au niveau le plus haut en 1989. L'équipe a atteint les quarts de finale de la Coupe UEFA 1991-1992, éliminée par le futur vainqueur, l'Ajax Amsterdam. Ceci constitue toujours la meilleure performance européenne du club.

## Histoire

### Genèse du club (1900-1914)
L'Association Athlétique La Gantoise fut fondée en 1864 comme club de gymnastique. Rapidement, le club devint omnisports avec la création de sections d'autres disciplines (athlétisme, boxe, natation, cyclisme, water-polo, cricket, escrime, hockey, tennis et jeu de paume).
En 1896, l'AA La Gantoise fonda avec neuf autres clubs l'Union Belge des Sociétés de Sports Athlétiques (UBSSA), une Fédération de sports considérés comme "athlétiques". Outre le football, des disciplines comme l'athlétisme, la boxe ou même le cyclisme étaient concernées[réf. nécessaire].

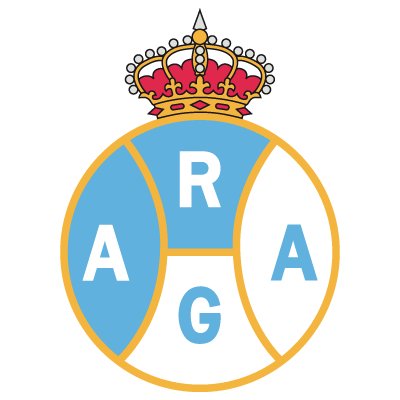
Logo de La Gantoise en 1914.

La section "football" de La Gantoise n'apparut qu'en 1900, lorsque des élèves du collège de Melle firent une demande pour que le football soit ajouté aux autres sports pratiqués dans le club. L'équipe créée par les élèves jouait ses premiers matchs sur la Carpentierplein avec des équipements "Noir et Blanc". Le café "La Demi-lune" servait de vestiaires. Le 31 octobre 1900, l'AA La Gantoise ajouta officiellement le football à ses activités. Un premier match fut joué contre Omnium Sporting Club, le 15 novembre 1900[réf. nécessaire].
Entre-temps, un autre club gantois, créé par fusion en 1899, le Racing de Gand s'était déjà affilié à l'UBSSA. En janvier 1901, un premier "derby" opposa La Gantoise au RC de Gand. Le résultat fut sans appel pour les débutants de La Gantoise contre des Racingmen déjà plus aguerris : 10-0[réf. nécessaire].
Parmi ses principaux pionniers, La Gantoise cite le Docteur Hector Priem. Il fut le premier président du club et premier capitaine de la première équipe de football. Le club joua ses premières rencontres entre 1900 et 1920 sur la Carpentierplein (Place Carpentier), puis sur la Mussenplein (Place des moineaux) et enfin sur l'Albertlaan (Avenue Albert) avant de s'installer en 1920 à Gentbrugge, dans le Stade Jules Otten[réf. nécessaire].
À l'issue de la saison 1912-1913, La Gantoise accéda à la plus haute division belge, dénommée à l'époque, Division d'Honneur. Le club gantois assura son maintien après un test-match contre le Standard CL. Le cercle liégeois avait remporté les deux rencontres durant le championnat mais il s'inclina lors du "barrage"[réf. nécessaire].
Un mois après son sauvetage, le club adapta son appellation en Association Royale Athlétique La Gantoise eu égard au titre de Société Royale qui lui avait été octroyé[réf. nécessaire].

### Dans le ventre mou du championnat (1914-1929)
L'ARA La Gantoise reste en Division d'Honneur jusqu'en 1928-1929. Le club ne remonta parmi l'élite que sept saisons plus tard, mais cette fois son séjour durant 31 ans soit 28 saisons (record d'assiduité à ce niveau pour le club qui n'égalera cette performance en termes de saisons qu'en 2016, s'il ne quitte pas l'actuelle D1 belge).

### Retour en Division 2 (1929-1936)
En 1929, La Gantoise retourne en Division 2. Elle y reste pendant 7 ans.

### Confirmation sur la scène nationale (1936-1967)
Au début des années 1950, l'ARA La Gantoise devint une valeur forte du football belge, sous l'influence des entraîneurs français Jules Vandooren et surtout Edmond Delfour, et de la gestion éclairée du Président Achile Delongie. Lors de la saison 1953-1954, les Buffalos finirent deuxièmes du championnat, à un point du R. SC Anderlechtois. La fin de la compétition eut un goût amer. Une partie des supporteurs imputèrent le titre manqué à Freddy Chaves, ce qui fut particulièrement injuste. À cette période (où les Coupe d'Europe n'existaient pas encore), l'ARA La Gantoise disputa de nombreux matches de gala contre les meilleures équipes du moment comme le Penarol Montevideo, le Stade de Reims, le Real Madrid, le Rot-Weiss Essen, ou le FC Santos du tout jeune Pelé. Les vedettes gantoises s'appelaient Armand Seghers, Firmin De Coster, Hilaire Schoonjans, Norbert Delmulle, Roland Storme, Norbert Van Huffel, Éric Lambert, Maurice Willems, André Van Herpe, Léon Mokuna ou Richard Orlans. Celui-ci est le Buffalo le plus souvent capé chez les Diables Rouges avec 21 caps. Durant cette période dorée, le stade Otten affichait souvent complet.
La création de la Coupe d'Europe des Vainqueurs de Coupe, en 1960, incita l'URBSFA a relancé la Coupe de Belgique qui n'avait jamais suscité un très vif intérêt de la part des clubs. En 1964, l'ARA La Gantoise fut le premier vainqueur de l'épreuve ressuscitée et donc le premier participant belge à la Coupe des Coupes.

### Montagnes russes entre les deux échelons nationaux (1967-1974)
La suite de la décennie fut moins glorieuse. La saison 1966-1967 fut un vrai cauchemar pour La Gantoise. En 1965, René Hoste avait succédé à Achiel Delongie, son beau-père, au poste de Président. L'équipe première fut incroyablement mal balancée avec plusieurs joueurs yougoslaves peu connus et des jeunes joueurs belges, encore moins connus, issus des divisions inférieures. Après 28 saisons consécutives de présence, l'ARA La Gantoise devait quitter l'élite belge. Sous l'impulsion de Freddy Mastelinck, devenu Président, le matricule 7 remonta en Division 1. En 1969-1970 une jolie 3e place couronna une belle saison. Mais un an plus tard, les Buffalos déchantèrent. À six journées de la fin, leur cause était déjà entendue : la relégation en Division 2.
Le purgatoire dura neuf longues saisons. Depuis 1913, jamais le club n'avait passé autant de temps en dehors de l'élite belge. À l'aube de la saison 1971-1972, à l'instar de nombreux autres clubs belges néerlandophones, le club changea son appellation officielle. Le 1er juillet 1971, Association Royale Athlétique La Gantoise laissa la place à la Koninkijke Atletiek Associatie Gent.
Cette flamandisation des noms de clubs n'avait rien de scandaleux puisqu'elle était la suite logique de l'évolution politique de la Belgique. Après la définition de la "frontière linguistique" en 1963, le pays entrait, en ce début des "Seventies" dans une phase de fédéralisation. On peut cependant noter que les dirigeants buffalos optèrent pour un juste compromis entre "évolution et tradition". "Association Athlétique" aurait pu être traduit par "Athletische Vereninging" (comme ce fut le cas pour le club de Termonde par exemple). Mais en choisissant "Atletiek Associatie", cela permettait de conserver le double "A" des origines historiques.

### Années difficiles (1974-1980)
Le football belge tourna une page importante de son Histoire avec la création en 1974 de la Ligue professionnelle de football. Mais la K. AA Gent observa ces évolutions à distance car, pour la première fois de son histoire, le matricule 7 fut relégué en Division 3. Le monde politique s'en mêla. Willy De Clercq (PVV, de nos jours VLD ) fit clairement savoir au duo Freddy Mastelinck/Robert Naudts que son temps à la tête des Buffalos était révolu. En 1976, La Gantoise, qui était revenue en Division 2, accueillit un nouveau Président en la personne d'Albert De Meester, un industriel ayant fait fortune dans le béton. Mais dès son intronisation, De Meester annonça qu'il ne connaissait pas la différence entre le football et le rugby ! Le site du club relate une anecdote de 1977 : À cette époque, au FC Barcelone, le duo Cruyff-Neeskens crève l'écran. De Meester fut sous le charme et s'enquit auprès d'un bureau d'agents à Amsterdam du coût pour transférer ces deux joueurs. Lorsqu'il s'entendit répondre que la somme approcherait le milliard de francs belges de l'époque, le nouveau président gantois comprit que même pour les milliardaires, il y avait des limites.

### Retour parmi les grands de Belgique (1980-1986)
Mais malgré ses débuts un peu fantaisistes, De Meester géra correctement le club, qui parvint enfin à retrouver sa place parmi l'élite belge en 1980. Mais cela avait coûté ""du sang, de la sueur, des larmes et... pas mal d'argent"[réf. nécessaire]". Les joueurs les plus importants étaient le gardien Laurijssen, Hanssens, Heyt, Van den Daele, Van Haecke et surtout Aad Koudijzer, un Néerlandais, véritable patron de l'équipe. Durant la président d'Albert De Meester, le public revint en nombre dans les travées du Stade Jules Otten. On enregistrait des affluences allant de 15 000 spectateurs pour un match ordinaire à 22 000 pour un "match au sommet". Entre 1982 et 1986, la K. AA Gent décrocha quatre tickets européens. Le club remporta aussi la Coupe de Belgique en 1984, en battant le Standard en finale. Dans les rangs gantois, on vit jouer des garçons comme Søren Busk, Michel De Wolf, Cees Schapendonk, René Mücher ou encore Hubert Cordiez.

### Problèmes financiers et relégation (1986-1989)
En 1986, le président Albert De Meester décéda des suites d'une longue maladie. Robert Naudts reprit le flambeau mais ce fut le chant du cygne du sympathique marchand de charbon de Gentbrugge. Confrontée aux remous de l'enquête du Juge Bellemans, La Gantoise se retrouva en difficulté financière et en 1988, le club enregistra une nouvelle relégation qui lui fit perdre pas mal de supporters.

### Enièmes performances au plus haut niveau (1989-1992)
Comme cela avait été le cas en 1976, la désignation d'un nouveau président se fit après maintes et longues réunions. En juillet 1988, Jean Van Milders obtint la fonction de président de la K. AA. Gent. Promu, via le tour final, le club revint en Division 1 avec selon son nouveau patron, beaucoup d'ambitions. René Vandereycken fut intronisé entraîneur principal. Frank Dauwen, Eric Viscaal et Erwin Vandenbergh vinrent renforcer l'équipe qui, loin dans la saison se retrouva en tête du championnat. À la suite d'un succès des Buffalos au Club Brugge KV (0-1), Georges Leekens, entraîneur des Brugeois, déclaré en parlant des Gantois : ""Le champion est connu!"[réf. nécessaire]" Mais finalement les rêves de Ligue des champions s'évanouirent car les Buffalos ne terminèrent que 3e. Les supporteurs gantois se consolèrent avec un beau parcours en Coupe de l'UEFA la saison suivante qui vit La Gantoise franchir trois tours en éliminant successivement Lausanne Sport, l'Eintracht Francfort et le Dynamo Moscou, avant de chuter face à l'Ajax Amsterdam, futur vainqueur.

### Retour dans l'anonymat (1992-1999)
Après la qualification et l'épopée européenne de 1991, cependant, c'est le retour dans l'anonymat : La Gantoise tombera dans le sous-top puis en milieu de tableau. De 1994 à 1997, l'équipe finit même juste au-dessus de la zone de relégation en bas du classement. Après cette série noire, les résultats se sont à nouveau améliorés, mais en 1998, on apprenait que la KAA Gent était endetté et au bord de la faillite. Le président Jean Van Milders prit finalement du recul et Ivan De Witte lui succéda à la présidence du club. Il s'était fixé quatre objectifs : nettoyer le gâchis financier, poursuivre une politique saine, rester ambitieux du côté sportif et construire un nouveau stade. Un audit indépendant qu'il avait réalisé montrait que la dette s'élevait à 920 millions de francs belges (convertis en 23 millions d'euros).

### Stabilisation du club (1999-2014)
Après ce début de présidence prometteur, l'engagement de l'entraîneur norvégien Trond Sollied annonça une nouvelle ère. Sollied arriva, promit l'Europe et tint parole. Gand se qualifia de nouveau pour une compétition européenne en 1999/2000. Le Scandinave quitta le stade Otten à la fin de la saison pour le voisin du FC Bruges en promettant de revenir, promesse qu'il tiendra en 2008. Son successeur Henk Houwaart, échoua complètement face à l'Ajax en Europe. La saison suivante, le club se qualifia pour la Coupe Intertoto, où ils ont atteint les demi-finales contre le PSG. Les saisons suivantes ont été changeantes, avec de fréquents changements d'entraîneur. 
Sous la présidence d'Ivan De Witte et le directeur Michel Louwagie, le matricule 7 retrouva une certaine stabilité. Malgré quelques excellents passages sportifs, et un bon début de décennie, le club sembla plafonner, mais la patience finit par payer. En 2010, La Gantoise remporta sa 3e Coupe de Belgique, 26 ans après la deuxième, et une seconde place de vice-champion, 56 ans après la première fois. 

### Années fastes (2014-)
Le 21 mai 2015, La Gantoise remporte son premier titre de champion de Belgique en battant le Standard de Liège 2-0 à domicile, lui permettant de se qualifier automatiquement pour les phases de groupes de la Ligue des champions. Lors de ce tournoi, La Gantoise est versé dans le Groupe H, avec les champions russes du Zénith Saint-Pétersbourg, les Espagnols du Valence CF et les Français de l'Olympique lyonnais. Après les six journées de Ligue des champions, les Gantois récoltent 10 points et la 2e place lors de la phase de groupes. Ces bons résultats leur permettent d'accéder aux huitièmes de finale face au VfL Wolfsbourg. KAA La Gantoise finira troisième du championnat de Belgique derrière le FC Bruges et RSC Anderlecht. Lors du mercato d'inter saison, KAA La Gantoise perdait son gardien Matz Sels mais aussi son capitaine Sven Kums et son buteur Laurent Depoitre. Les Gantois achetaient Jérémy Perbet, le meilleur buteur du Championnat de Belgique 2015-2016.

## Palmarès et statistiques

### Titres et trophées
| Compétitions nationales | Compétitions internationales |
| - Championnat de Belgique (1): - Champion : 2015 - Vice-champion : 1954, 2010 et 2020 - Championnat de Belgique de D2 (4) : - Champion : 1913, 1936, 1968, 1980 - Championnat de Belgique de D3 (1): - Champion : 1975 - Coupe de Belgique (4) : - Vainqueur : 1964, 1984, 2010, 2022 - Finaliste : 2008 et 2019 - Supercoupe de Belgique (1): - Vainqueur : 2015 - Finaliste : 1984, 2010 et 2022 | - Ligue des champions (C1) : - Meilleure performance : Huitième de finale en 2016 - Coupe d'Europe des Vainqueurs de Coupe (C2) : - Meilleure performance : 1er tour en 1965 - Ligue Europa (C3) : - Meilleure performance : Quart de finale en 1992 - Ligue Europa Conférence (C4) : - Meilleure performance : Quart de finale en 2023 |
| Compétitions régionales | Tournois saisonniers |
| - Trophée Jules Pappaert : - Vainqueur (1) - 1954 | Cornelis Cup : Vainqueur : 2018 - 2019 - 2022 |

### Récompenses individuelles
| Meilleurs joueurs | Meilleurs buteurs | Meilleur gardien de but                                                                                             | Entraîneur de l'année                                  | Prix du fair-play                                 |
| --- | --- | --- | ------------------------------------------------------ | ------------------------------------------------- |
| Soulier d'or belge (3) : - Roland Storme (1958) - Mbark Boussoufa (2006) - Sven Kums (2015) Soulier d'ébène belge (2) : - Mido (2001) - Mbark Boussoufa (2006) Joueur de l'année (1) : - Mbark Boussoufa (2006) | Meilleurs buteurs du championnat de Belgique (6) : - Maurice Willems (1957) - Ronny Martens (1985) - Erwin Vandenbergh (1991) - Ole Martin Årst (2000) - Jonathan David (2020) - Hugo Cuypers (2023) | Gardien de l'année (4) : - Frédéric Herpoel (2004) - Matz Sels (2016) - Lovre Kalinić (2017) - Lovre Kalinić (2018) | Entraîneur de l'année (1) : - René Vandereycken (1991) | Prix du fair-play (1) : - Frédéric Herpoel (2008) |

### Participation aux championnats nationaux
Statistiques mises à jour le 26 février 2025 (terme de la saison 2024-2025)
| Niv | Divisions     | Jouées | Titres | TM Prom. | TM Maint. |
| --- | ------------- | ------ | ------ | -------- | --------- |
| I   | 1re nationale | 87     | 1      |          |           |
| II  | 2e nationale  | 21     | 4      | 1        | 1         |
| III | 3e nationale  | 1      | 1      |          |           |
| IV  | 4e nationale  | 0      | 0      |          |           |
| V   | 5e nationale  | 0      | 0      |          |           |
|     |               |        |        |          |           |
|     | TOTAUX        | 109    | 6      | 1        | 1         |

## Personnalités du club

### Présidents
Au cours de son histoire, le club a été dirigé par treize présidents différents. Hector Priem a été président à deux reprises, en 1901 et en 1912.
| Rang | Nom                     | Période   |
| ---- | ----------------------- | --------- |
| 1    | Hector Priem            | 1901      |
| 2    | Adolphe Dangotte        | 1902-1908 |
| 3    | Adolf Gaeremijnck       | 1908-1912 |
| 4    | Hector Priem (2)        | 1912      |
| 5    | Jacques Feyerick        | 1912-1913 |
| 6    | Pierre Van Bleyenberghe | 1913-1929 |
| 7    | Adrien Stassart         | 1929-1939 |

| Rang | Nom               | Période   |
| ---- | ----------------- | --------- |
| 8    | Achiel Delongie   | 1939-1964 |
| 9    | René Hoste        | 1964-1967 |
| 10   | Freddy Mastelinck | 1967-1976 |
| 11   | Albert De Meester | 1976-1985 |
| 12   | Robert Naudts     | 1985-1988 |
| 13   | Jean Van Milders  | 1988-1999 |
| 14   | Ivan De Witte     | 1999-2023 |
| 15   | Sam Baro          | 2023-     |

### Entraîneurs
De la saison 1901-1902 à la saison 2020-2021, quarante-neuf entraîneurs différents se succèdent à la tête de La Gantoise.
| Rang | Nom                 | Période   |
| ---- | ------------------- | --------- |
| 1    | Hector Priem        | 1901-1909 |
| 2    | Van Steenkiste      | 1909-1912 |
| 3    | Horta               | 1930-1931 |
| 4    | Cyrille Bunyan      | 1912-1922 |
| 5    | De Rijke            | 1922-1931 |
| 6    | Staf Pelsmaeker     | 1931-1941 |
| 7    | Hugo Fenichel       | 1941-1942 |
| 8    | Willy Steyskal      | 1942-1943 |
| 9    | Fons Ferchyer       | 1943-1945 |
| 10   | Edmond Delfour      | 1945-1951 |
| 11   | Adam Mutch          | 1951-1952 |
| 12   | Jules Vandooren     | 1952-1956 |
| 13   | Edmond Delfour (2)  | 1956-1959 |
| 14   | Jacques Favre       | 1959-1960 |
| 15   | Louis Verstraeten   | 1960-1964 |
| 16   | Max Schirschin      | 1964-1965 |
| 17   | Julien Labeau       | 1965-1966 |
| 18   | Jules Bigot         | 1966-1967 |
| 19   | Jules Vandooren (2) | 1967-1971 |
| 20   | István Sztáni       | 1971-1973 |

| Rang | Nom                 | Période   |
| ---- | ------------------- | --------- |
| 21   | Omer Van Boxelaer   | 1973-1974 |
| 22   | Richard Orlans      | 1974-1976 |
| 23   | Freddy Qvick        | 1976-1977 |
| 24   | James Storme        | 1977      |
| 25   | Norberto Höfling    | 1977-1978 |
| 26   | Léon Nollet         | 1978-1980 |
| 27   | Han Grijzenhout     | 1980-1981 |
| 28   | Robert Goethals     | 1981-1983 |
| 29   | Erwin Vandendaele   | 1983-1984 |
| 30   | Han Grijzenhout (2) | 1984-1986 |
| 31   | Gerard Bergholtz    | 1986-1987 |
| 32   | Ab Fafié            | 1987-1988 |
| 33   | Erwin Vandendaele   | 1988-1989 |
| 34   | René Vandereycken   | 1989-1993 |
| 35   | Hans Dorjee         | 1993      |
| 36   | Walter Meeuws       | 1993-1994 |
| 37   | Lei Clijsters       | 1994-1997 |
| 38   | Johan Boskamp       | 1997-1998 |
| 39   | Trond Sollied       | 1999-2000 |
| 40   | Henk Houwaart       | 2000      |

| Rang | Nom                 | Période   |
| ---- | ------------------- | --------- |
| 41   | Patrick Remy        | 2000-2002 |
| 42   | Jan Olde Riekerink  | 2002-2003 |
| 43   | Georges Leekens     | 2004-2007 |
| 44   | Trond Sollied (2)   | 2007-2008 |
| 45   | Michel Preud'homme  | 2008-2010 |
| 46   | Francky Dury        | 2010-2011 |
| 47   | Trond Sollied (3)   | 2011-2012 |
| 48   | Bob Peeters         | 2012-2013 |
| 49   | Víctor Fernández    | 2013      |
| 50   | Mircea Rednic       | 2013-2014 |
| 51   | Hein Vanhaezebrouck | 2014-2017 |
| 52   | Yves Vanderhaeghe   | 2017-2018 |
| 53   | Jess Thorup         | 2018-2020 |
| 54   | László Bölöni       | 2020      |
| 55   | Wim De Decker       | 2020      |
| 56   | Hein Vanhaezebrouck | 2020-     |

### Joueurs emblématiques
| Nom                       | Matchs | Carrière au club |
| ------------------------- | ------ | ---------------- |
| Armand Seghers            | 485    | 1946 - 1965      |
| Norbert Delmulle          | 343    | 1953 - 1965      |
| Norbert Van Huffel        | 335    | 1948 - 1964      |
| Maurice Berloo            | 321    | 1938 - 1955      |
| Frédéric Herpoel          | 318    | 1997 - 2007      |
| Albert De Raedt           | 278    | 1936 - 1949      |
| Jozef Van Looy            | 268    | 1942 - 1953      |
| Frédéric Chaves d'Aguilar | 266    | 1935 - 1950      |
| Richard Orlans            | 264    | 1949 - 1961      |
| Étienne Chaves d'Aguilar  | 252    | 1941 - 1951      |

| Nom                       | Buts | Carrière au club |
| ------------------------- | ---- | ---------------- |
| Maurice Willems           | 185  | 1952 - 1962      |
| Éric Lambert              | 121  | 1956 - 1967      |
| Frédéric Chaves d'Aguilar | 113  | 1935 - 1950      |
| Georges De Spae           | 97   | 1920 - 1929      |
| Jozef Van Looy            | 90   | 1942 - 1953      |
| Norbert Van Huffel        | 67   | 1948 - 1964      |
| Laurent Depoitre          | 67   | 2014 -           |
| Aad Koudijzer             | 66   | 1978 - 1984      |
| Leon De Coninck           | 61   | 1921 - 1929      |
| Eric Viscaal              | 57   | 1990 - 1995      |

La longue histoire de La Gantoise ne serait pas ce qu'elle est sans ses joueurs emblématiques. Du début du XXe siècle au début du XXIe siècle, plusieurs joueurs de renom ont transité par Gand et ont écrit les plus belles pages de la vie du club.
Armand Seghers détient le record d'apparitions sous le maillot de La Gantoise, avec 485 matches joués entre 1949 et 1960.
Maurice Willems est le meilleur buteur du club toutes compétitions confondues. Il a inscrit pour le club 185 buts entre 1952 et 1962.
Le joueur gantois le plus souvent sélectionné en équipe nationale belge est Richard Orlans avec 21 sélections entre 1955 et 1958.
Six joueurs gantois ont été meilleur buteur du championnat de Belgique: Maurice Willems (1956-57, 28 matchs, 35 buts), Ronny Martens (1984-85, 34 matchs, 23 buts), Erwin Vandenbergh (1990-91, 34 matchs, 23 buts), Ole Martin Aarst (1999-00, 33 matchs, 30 buts), Jonathan David (2019-20, 28 matchs, 18 buts et Hugo Cuypers (2022-23, 39 matchs, 27 buts).
Le joueur belge Roland Storme, défenseur central de La Gantoise a reçu le soulier d'or belge en 1958.

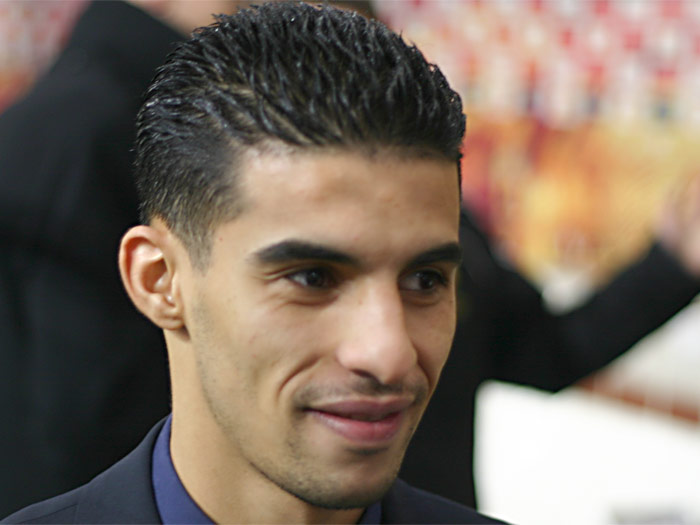
Mbark Boussoufa en 2009

Au cours des différentes éditions de la remise du trophée du footballeur pro de l'année, plusieurs joueurs gantois ont été récompensés. René Vandereycken a reçu le prix de l'entraîneur de l'année en 1991. Frédéric Herpoel a été élu gardien de l'année en 2004. En 2006, c'est l'attaquant maroco-néerlandais Mbark Boussoufa qui fait une razzia sur les récompenses : footballeur pro de l'année, meilleur jeune de l'année et prix du 12e homme.
La même année, Mbark Boussoufa reçoit également le soulier d'or et le soulier d'ébène qui récompense le meilleur joueur africain ou d'origine africaine évoluant en Belgique. Il est précédé d'un autre joueur gantois dans ce palmarès: l'égyptien Ahmed Hossam, mieux connu sous le surnom de Mido, soulier d'ébène 2001.
La fédération des supporters organise également depuis 1979 un sondage pour élire le joueur le plus méritant de la saison. Ce prix s'appelle aujourd'hui le trophée Jean-Claude Bouvy, du nom du jeune milieu de terrain belgo-congolais décédé en 1986 dans un accident de la circulation. Le joueur le plus souvent récompensé est le gardien de but Frédéric Herpoel qui a reçu ce prix quatre saisons d'affilée entre de la saison 2002 à 2005.

Tous les joueurs présents dans cette liste ont soit participé activement à un titre remporté avec La Gantoise, obtenu une récompense individuelle sous le maillot gantois, ou fait une brillante carrière après avoir transité par Gand.
| - Georges De Spae - Michel De Wolf - Norbert Delmulle - Laurent Depoitre - Marc Degryse - Guillaume Gillet - Frédéric Herpoel - Sven Kums - Nicolas Lombaerts - Ronny Martens | - Dries Mertens - Gaby Mudingayi - Léon Mukuna - Richard Orlans - Armand Seghers - Matz Sels - Tim Smolders - Roland Storme - Bernd Thijs - Erwin Vandenbergh | - Erwin Vandendaele - René Vandereycken - Danny Veyt - Maurice Willems - Suad Katana - Randall Azofeifa - Bryan Ruiz - Søren Busk - Mido - István Sztáni | - Johny Léonard - Mbark Boussoufa - Ole Martin Årst - Jacek Kazimierski - Alin Stoica - Khalilou Fadiga - Ivica Dragutinović - Danijel Miličević - Roberto Rosales - Dražan Jerković |

| Trophée Jean-Claude Bouvy |                    |
| Saison                    | Joueur             |
| 1978-1979                 | Filip Benoot       |
| 1979-1980                 | Roger Coenye       |
| 1980-1981                 | Luc Criel          |
| 1981-1982                 | André Laurijssen   |
| 1982-1983                 | Søren Busk         |
| 1983-1984                 | -                  |
| 1984-1985                 | Ronny Martens      |
| 1985-1986                 | Michel De Wolf     |
| 1986-1987                 | Michel De Wolf     |
| 1987-1988                 | André Laurijssen   |
| 1988-1989                 | Augustine Eguavoen |
| 1989-1990                 | Henri Balenga      |

| Trophée Jean-Claude Bouvy |                   |
| Saison                    | Joueur            |
| 1990-1991                 | Erwin Vandenbergh |
| 1991-1992                 | Eric Viscaal      |
| 1992-1993                 | Zsolt Petry       |
| 1993-1994                 | Tony Herreman     |
| 1994-1995                 | Suad Katana       |
| 1995-1996                 | Suad Katana       |
| 1996-1997                 | Tony Herreman     |
| 1997-1998                 | Stijn Vreven      |
| 1998-1999                 | Pieter Collen     |
| 1999-2000                 | Eric Joly         |
| 2000-2001                 | Geri Cipi         |
| 2001-2002                 | Frédéric Herpoel  |

| Trophée Jean-Claude Bouvy |                        |
| Saison                    | Joueur                 |
| 2002-2003                 | Frédéric Herpoel       |
| 2003-2004                 | Frédéric Herpoel       |
| 2004-2005                 | Frédéric Herpoel       |
| 2005-2006                 | Mbark Boussoufa        |
| 2006-2007                 | Adékambi Olufadé       |
| 2007-2008                 | Bryan Ruiz             |
| 2008-2009                 | Bryan Ruiz             |
| 2009-2010                 | Bojan Jorgacević       |
| 2010-2011                 | Bojan Jorgacević       |
| 2011-2012                 | Bernd Thijs            |
| 2012-2013                 | Hannes Van der Bruggen |
| 2013-2014                 | Christophe Lepoint     |

| Trophée Jean-Claude Bouvy |                       |
| Saison                    | Joueur                |
| 2014-2015                 | Laurent Depoitre      |
| 2015-2016                 | Nana Asare            |
| 2016-2017                 | Lovre Kalinić         |
| 2017-2018                 | Samuel Gigot          |
| 2018-2019                 | Dylan Bronn           |
| 2019-2020                 | Jonathan David        |
| 2020-2021                 | Alessio Castro-Montes |
| 2021-2022                 | Tarik Tissoudali      |
| 2022-2023                 | Hugo Cuypers          |
| 2023-2024                 | Julien De Sart        |
| 2024-2025                 |                       |

## Structures du club

### Stades

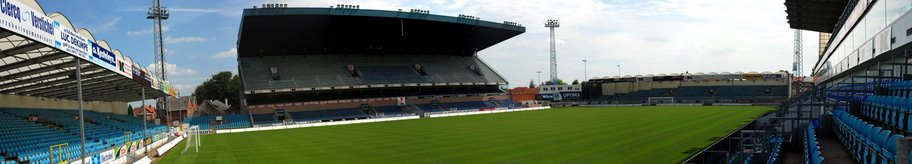
Le stade Jules Otten possédait 12919 places. Il fut démoli pour la construction du nouveau stade.

Entre 1900 et 1920, l'équipe de La Gantoise évolue sur trois sites différents. Il débute sur la Carpentierplein (place Carpentier), où se trouve l'actuel croisement entre la Charles de Kerckhovelaan et la Kortrijksesteenweg. À cette époque, les arbitres doivent régulièrement interrompre les matches car des promeneurs traversaient le terrain et leurs chiens veulent se rendre maîtres du ballon.

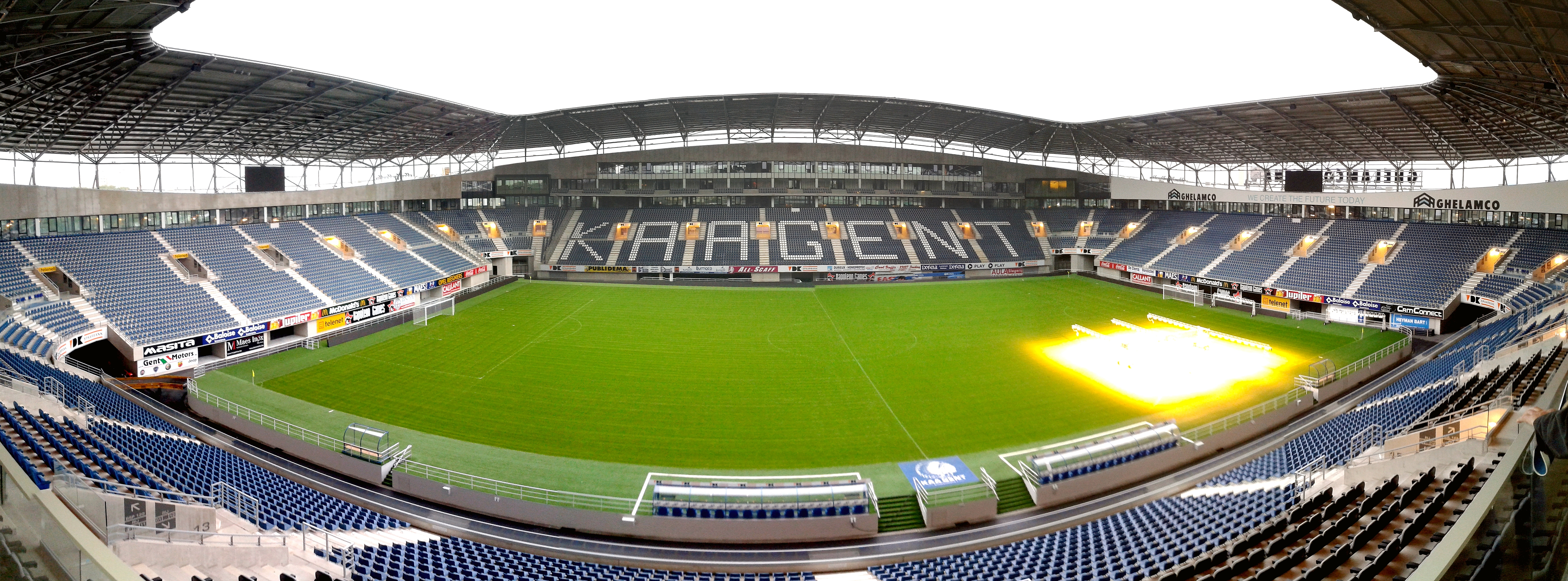
Le Ghelamco Arena contient 20000 places pour accueillir notamment les supporters de La Gantoise.

En vue de trouver un meilleur emplacement, le club s'installe sur la Mussenplein. Le site est intéressant et des infrastructures annexes voient le jour (piste de course, terrains de tennis, …) Mais il dut quitter les lieux, car les ingénieurs de l'Exposition universelle de 1913 implantèrent leurs tentes sur le terrain de jeu. La Gantoise déménage alors vers la Albertlaan, à proximité de la Lys. Le 9 décembre 1915, pendant la Première Guerre mondiale, le site de la Mussenplein est ravagé par un incendie.
De 1920 à 2013, La Gantoise était installée à Gentbrugge dans le stade Jules Otten (J. Otten fut un des premiers à soutenir le projet "football" au sein du club de La Gantoise).
Depuis 2013, le club gantois joue dans son nouveau stade de la Ghelamco Arena.

### Aspects juridiques et économiques

#### Statut juridique et légal
La section football de La Gantoise est une société coopérative à responsabilité limitée à finalité sociale dénommée Koninklijke Athletiek Associatie Gent vzw - voetbalafdeling, de numéro d'entreprise 0407.885.394. En 2010, son siège est situé Bruiloftstraat 42 à 9050 Ledeberg (Gent). La gestion de l'association est confiée à un conseil d'administration composé d'une dizaine de personnes et dirigées par Yvan De Witte. Le directeur commercial de l'association est Patrick Lips.

#### Éléments comptables
D'après les comptes annuels déposés à la Banque nationale de Belgique, le bilan comptable (actif/passif) du club s'élevait à 7 499 460 euros pour l'exercice 2009 et 8 868 022 pour 2008. Cette somme a augmenté au cours des années précédentes, passant de 2 415 915 en 2005, à 4 987 483 en 2006 puis à 6 116 660 en 2007.

#### Transferts les plus coûteux
Les deux tableaux ci-dessous synthétisent les plus grosses ventes et achats de joueurs dans l'histoire du club gantois.
| Rang | Joueur                 | Montant | Provenance         | Date             |
| 1er  | Núrio Fortuna          | 6 M€    | Charleroi SC       | 1er juillet 2020 |
| ---- | ---------------------- | ------- | ------------------ | ---------------- |
| 2e   | Michael Ngadeu-Ngadjui | 4,5 M€  | SK Slavia Prague   | 19 juillet 2019  |
| 3e   | Franko Andrijašević    | 4,25 M€ | HNK Rijeka         | 1er juillet 2017 |
| 4e   | Anderson Niangbo       | 4 M€    | Red Bull Salzbourg | 15 janvier 2020  |
| 5e   | Mamadou Sylla          | 3,85 M€ | KAS Eupen          | 2 juillet 2017   |

| Rang | Joueur         | Montant | Destination           | Date             |
| 1er  | Jonathan David | 32 M€   | LOSC Lille            | 11 août 2020     |
| ---- | -------------- | ------- | --------------------- | ---------------- |
| 2e   | Malick Fofana  | 17 M€   | Olympique Lyonnais    | 10 janvier 2024  |
| 3e   | Sven Kums      | 9 M€    | Watford FC            | 29 août 2016     |
| 4e   | Samuel Kalu    | 8,5 M€  | Girondins de Bordeaux | 6 août 2018      |
| 5e   | Samuel Gigot   | 8 M€    | Spartak Moscou        | 1er juillet 2018 |

## Culture populaire

### Rivalités
Le K. AA Gent entretint une longue rivalité avec l'autre principal club gantois, le Racing Club de Gand. Les antagonismes sont toujours présents de nos jours, mais ils le sont essentiellement "pour la galerie" en raison du recul dans la hiérarchie de l'actuel K. RC Gent-Zeehaven.
Mais un point reste (et restera) toujours un sujet de discorde entre les deux clubs. Tout démarra en décembre 1926, lors de la mise en place du système des numéros de matricule. L'ARA La Gantoise se vit attribuer le numéro 7 tandis que le RC de Gand reçut le 11. Les Racingmen furieux protestèrent car ils s'estimaient lésés. Leur club (créé par fusion en 1899) était plus ancien que La Gantoise (section football en 1900). Mais la Fédération belge argumenta que La Gantoise qui datait de 1864 était un de ses membres fondateurs en 1896 (La fédération belge fut créée comme une Fédération "omnisports" et ne limita ses activités au seul football qu'à partir de 1912 quand l'UBSSA devint l'UBSFA).
Les Buffalos sont "rivaux" avec les autres Flandriens, principalement avec le Club Brugge KV. Une rivalité sportive existe aussi avec le R. Standard de Liège. Des revers "clés" subis par les liégeois contre les Buffalos et le passage de l'entraîneur Michel Preud'homme de la Cité Ardente vers celle d'Artevelde ayant été un élément de plus pour relancer la rivalité.

### Le surnom "Buffalos" et la mascotte
Les proches du club de La Gantoise, joueurs, supporters, sont surnommés, en néerlandais comme en français, les Buffalo's (de Buffalo's). En anglais, « buffalo » signifie bison, buffle. Buffalo est également un cri lancé par les supporters, notamment pour accueillir les joueurs à leur sortie des vestiaires. Ce surnom aurait deux origines possibles.

Un des anciens logos

L'origine de ce surnom la plus communément acceptée,, et d'ailleurs la seule qui figure sur le site officiel du club, fait intervenir Buffalo Bill. À la fin du XIXe siècle et au début du XXe siècle, le spectacle Wild West (« Ouest sauvage ») du célèbre William Frederick Cody, alias Buffalo Bill, vient en tournée en Europe avec le cirque Barnum & Bailey. Ce spectacle fait étape en Belgique à quelques reprises, à Gand notamment. Les roulottes des Indiens qui font partie du spectacle sont installées non loin du stade de football. Des visages d'Indiens sont peints sur les roulottes et à l'intérieur du chapiteau du cirque. Buffalo Bill y est encouragé par les cris du public qui scande « Buffalo! Buffalo! Wild West Ra! »,, notamment lorsqu'un match de football était disputé un match de football à cheval. La société d'étudiants de l'Université de Gand appelé « 't Zal Wel Gaan » entonnent ce cri en 1905 à l'occasion d'un jubilé de la société estudiantine. Plus tard, certains étudiants reprennent ce cri le long du terrain de football. C'est depuis ce jour qu'il serait devenu populaire chez les supporters de La Gantoise, donnant son surnom aux proches du club.

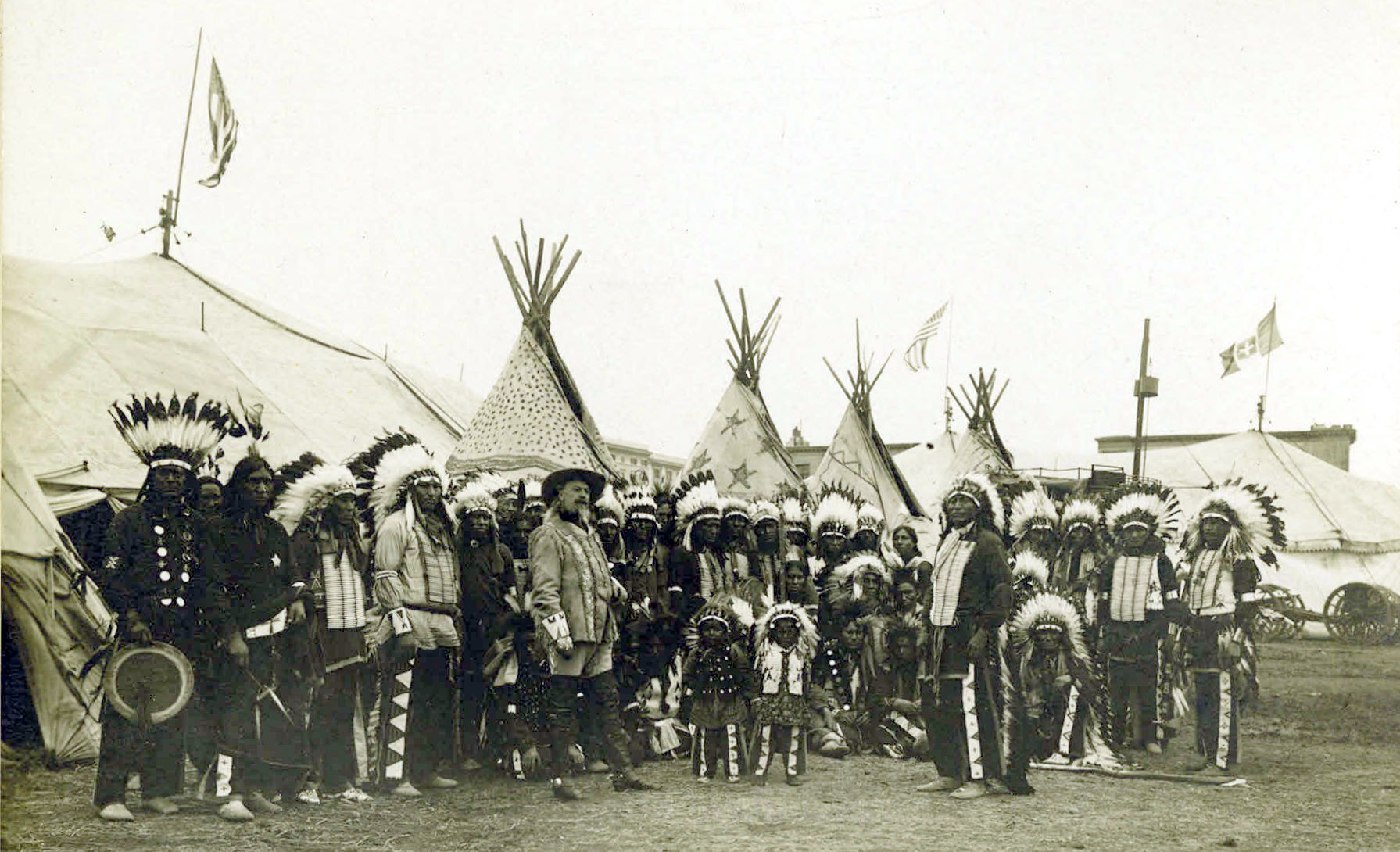
Buffalo Bill et des Indiens du spectacle « Wild West » en 1890

Les responsables d'un site Internet de supporters ont demandé au Buffalo Bill Museum and Grave plus de précisions sur les spectacles de Buffalo Bill présentés en Belgique. D'après ce musée, le spectacle Wild West a fait étape à Gand en 1891 ainsi que les 20 et 21 septembre 1906,. À cette époque, une des parties du spectacle s'intitulait « Soccer on Horseback » (« football à cheval »). Plusieurs équipes de cavaliers de pays divers s'affrontaient dans une sorte de match de football utilisant des ballons d'une taille proche de celle d'un cheval. Les cavaliers faisaient charger leurs montures sur les ballons pour qu'elles les percutent et le mettent ainsi en mouvement à travers le terrain. De plus, le spectacle se déplaçait avec un troupeau de bisons qui faisaient un bruit impressionnant lorsqu'ils couraient à travers la zone de spectacle. Les spectateurs gantois ont pu découvrir les bisons à cette époque. Le fait que les supporters crient « Buffalo! » lorsque les joueurs accourent sur le terrain pourrait donc être une possible référence à ce spectacle de 1906 mais les dates semblent ne pas concorder exactement. 

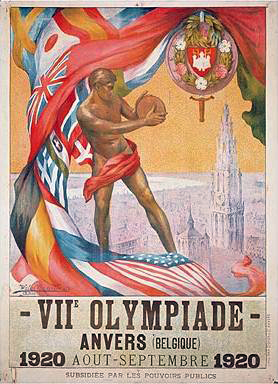
Affiche des JO 1920

Ce serait également du spectacle de Buffalo Bill que serait né le symbole du club : une tête d'indien. Toutefois, ce symbole n'est apparu que dans les années 1920,, date qui concorde plutôt avec une seconde version de l'histoire. Cette autre version concernant l'origine du surnom est plus populaire dans le milieu de l'athlétisme. Lors des Jeux olympiques d'été de 1920 à Anvers, le sprinter gantois Henri Cocquyt encourage les autres athlètes de La Gantoise dont Omer Corteyn et Omer Smet qui font partie de l'équipe belge qui termine sixième de la finale du relais 4 × 400 mètres. Henri Cocquyt raconte dans une interview qu'Omer Smet (également coureur de 400 m haies) et lui-même avaient été surpris d'entendre les supporters américains scander des cris d'encouragement. Pour réagir, ils inventent alors le cri « Buffalo ». Ce cri devient ensuite populaire dans le club d'athlétisme de La Gantoise et finit par être repris par les supporters de la section football. Henri Cocquyt affirme également qu'il a dessiné la première tête d'indien symbole du club, que sa petite nièce aurait ensuite brodée.

### Supporters
Une fédération de supporters est reconnue officiellement par le club et regroupe en 2010 environ vingt-cinq clubs locaux de supporters. Cette fédération est un organe indépendant au sein du club. Sa direction se réunit régulièrement avec la direction du club lui-même. La fédération existe depuis 1934. Dix dirigeants se sont succédé à sa tête : G. De Waele, Gust Deprez et Edmond Van Belle (1934-1965), Willy De Smet (1965-1975), Augule De Smet (1975-1980), Ferdinand Vleminckx (1980-1985), Alfons De Pauw (1985-1996), Theo Vanderstraeten (1996-1998), Luciën Corijn (1998-2004) et enfin Filip Raes (depuis 2004).

### Médias
Une webtélévision accessible via le site officiel du club existait sous le nom de Buffalo Televieze. En janvier 2010, elle est remplacée par Telebuffalo. Chaque semaine, Telebuffalo présente les matchs à venir de l'équipe A. Après chaque match, elle enregistre également les réactions des joueurs et/ou des entraîneurs. Une semaine sur deux, un reportage plus long est proposé. Les reportages sont visibles via le site web de Telebuffalo, via le site officiel du club, via la chaîne de télévision Belgacom TV, via YouTube, ainsi que grâce au podcasting.
Radio Buffalo est un programme radiophonique provincial diffusé sur les ondes de six radios locales de Flandre Orientale. Ce programme est également accessible via podcasting, notamment sur le site du club. Cette radio a pour but de proposer aux supporters qui ne peuvent suivre les matchs du club en direct des informations sur les parties ainsi que des interviews des joueurs et des entraîneurs.

## Autres équipes

### Équipe réserve et sections jeunes

#### Effectif de l'équipe U23
Le tableau suivant liste les joueurs de l'équipe U23 (Jong Gent) pour la saison 2025-2026.
En grisé, les sélections de joueurs internationaux chez les jeunes mais n'ayant jamais été appelés aux échelons supérieurs une fois l'âge-limite dépassé ou les joueurs ayant pris leur retraite internationale.